# Emoia laobaoense
Emoia laobaoense är en ödleart som beskrevs av  Bourret 1937. Emoia laobaoense ingår i släktet Emoia och familjen skinkar.
Artens utbredningsområde är Vietnam. Inga underarter finns listade i Catalogue of Life.